# Joe Rodon
Joseph Peter Rodon (ur. 22 października 1997 w Swansea) – walijski piłkarz występujący na pozycji obrońcy w angielskim klubie Leeds United, do którego jest wypożyczony z Tottenhamu Hotspur oraz w reprezentacji Walii. Wychowanek Swansea City, w trakcie swojej kariery grał także w Cheltenham Town.